# Vismia cavanillesiana
Vismia cavanillesiana är en johannesörtsväxtart som beskrevs av José Cuatrecasas. Vismia cavanillesiana ingår i släktet Vismia och familjen johannesörtsväxter. Inga underarter finns listade i Catalogue of Life.